# Comparsa de Labradores (Villena)

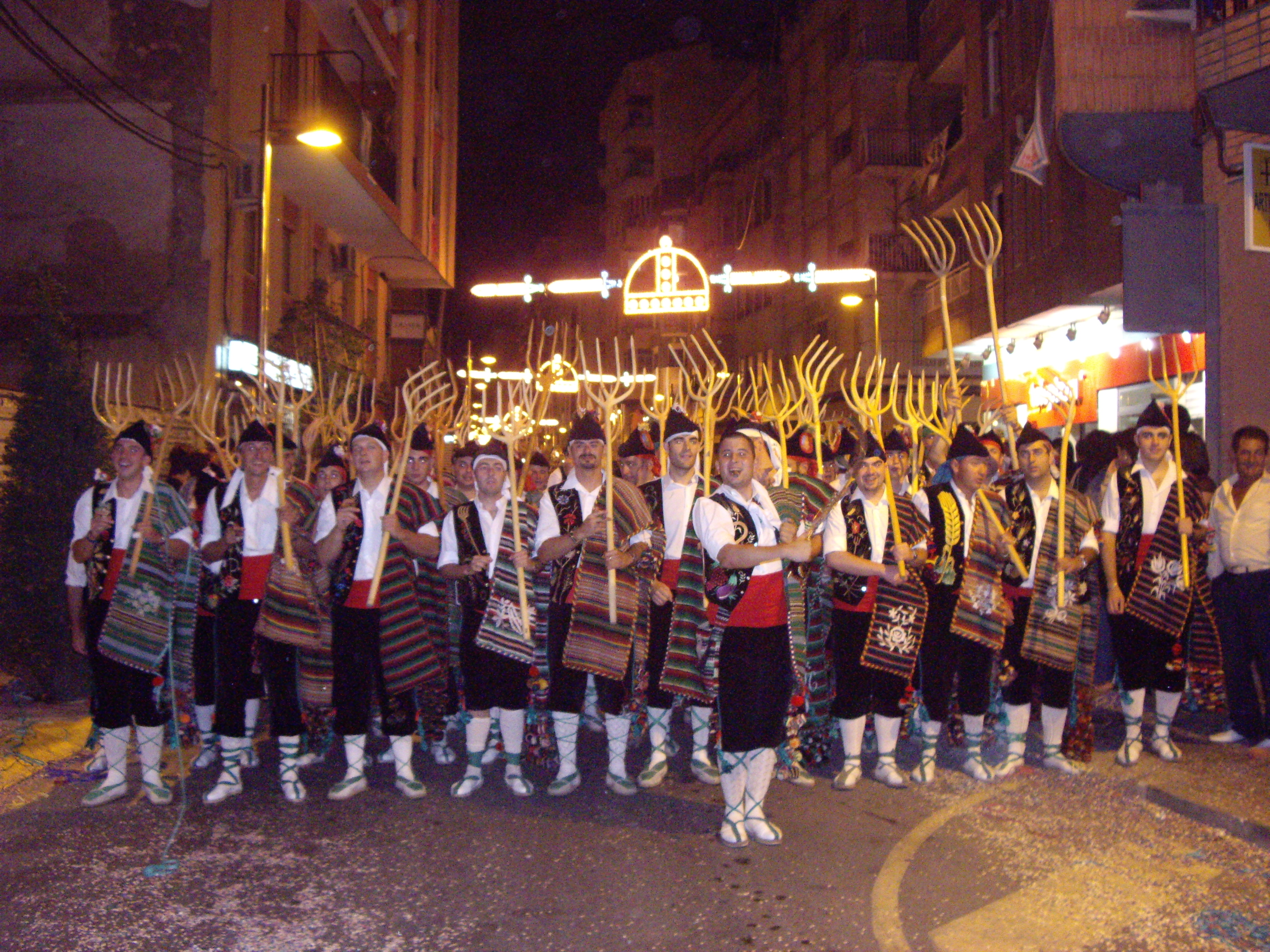
Comparsa de Labradores desfilando en 2007.

Los Labradores, conocidos popularmente como “Maseros”, son una de las catorce comparsas que participan en la Fiestas de Moros y Cristianos de la ciudad de Villena (España).

## Historia
La Comparsa de Labradores fue fundada en 1926 por Pedro Galipienzo, socio de la Comparsa de Moros Nuevos, quien había quedado impresionado por el buen hacer de la comparsa homónima de la ciudad de Alcoy. 
Hicieron su debut en el desfile de la Entrada el 5 de septiembre de 1927 con trajes alquilados de las localidades de Muro y Alcoy. Concluidas estas primeras fiestas, los miembros de la comparsa se reunieron el la explanada del Santuario de Nuestra Señora de las Virtudes para celebrar una “gazpachá”, dando comienzo así a una tradición que todavía perdura. 
En 1949 se hace cargo de la presidencia el mítico cabo José López “Panchana” quien dio título al pasodoble que el maestro Don Manuel Carrascosa compuso para la comparsa “Panchana y sus Maseros”, con él llega el cambio de traje, sustituyendo los zaragüelles por el pantalón de pana negro y el primer gran incremento de socios.
Durante de los años 80 la comparsa se masifica y llega a ser una de las más numerosas de aquella época. Fue además pionera en la incorporación de la mujer en la fiesta, ya que aunque los estatutos de la Junta Central de Fiestas de Villena no permitieron desfilar como socias de pleno derecho a las mujeres hasta 1988, un buen número de “maseras” participó activamente en los desfiles durante muchos bajo la denominación de “grupo alegórico”.